# Flavia Laos
Flavia Laos Urbina (Lima, 1 de agosto de 1997) es una actriz y cantante peruana. Consiguió reconocimiento por su papel principal como Camila Souza-Sanguinetti en la telenovela Ven, baila, quinceañera.

## Biografía

### Primeros años
Flavia nació el 1 de agosto de 1997, es hermana mayor de la celebridad de Internet peruana Kiara Laos.

### Inicios en la televisión y la radio
Inició su carrera desde temprana edad, participando en comerciales de televisión y en segmentos del magacín Lima limón, durante mediados de la primera década del siglo XXI, en el que había ganado el concurso Miss Pequeñita. Adicionalmente, ella participó en el certamen especial Miss Cajamarca, organizado por Laura Huarcayo.
Gracias a ese mérito, le ha permitido incursionar en la actuación, haciendo su debut en un episodio del programa policial Detrás del crimen ese año. En 2007 fue presentadora del espacio infantil La hora Warner, por el canal Frecuencia Latina, compartiendo el rol con Emilio Noguerol y Ricardo Ota. Posteriormente, fue participante del programa de telerrealidad peruano Reto de campeones en 2016 y en 2019 asumió la conducción del programa radial La noche por la emisora Onda Cero con la presentadora Valeria Flórez.

### Carrera como actriz
Años más tarde fue parte del elenco principal de las series juveniles América kids y La AKdemia durante el periodo 2009-2012. En 2015, Laos participó como protagonista de la telenovela Ven, baila, quinceañera bajo el personaje de Camila Souza-Sanguinetti. A su vez, volvió a interpretar el rol en las temporadas 2016 y 2017.  Luego, en 2018 participó en el reparto principal de la comedia No me digas solterona[cita requerida] y el drama El niño Dios al año siguiente. En 2021 fue protagonista de la telenovela Princesas, en el papel de Bella Villarreal, inspirado en el cuento de La Bella y la Bestia.

### Carrera como cantante
Como cantante, lanzó el tema musical «Amor infinito» en colaboración con Pablo Heredia en 2017, además de participar en la banda sonora de la telenovela mencionada. Ese mismo año, Flavia es invitada a participar en el tema oficial del programa Reto de campeones, canción junto al dúo Yamal & George y el productor peruano Daniel Zamudio «la Rana». Seguidamente, colaboró con Nico Ponce para el lanzamiento de su tema a dúo «Muriendo de amor» en 2018.
En 2019 lanza su sencillo debut como solista, titulado «Despierta». Además, interpreta el tema musical «Cómo sigo sin ti» y traslada de género al reguetón, además de haber realizado giras por algunas ciudades del territorio peruano.
Tras ponerle pausa a su carrera artística por su incursión como celebridad de Internet y haber recibido el galardón como mejor influencer latino por parte de los People's Choice Awards, en 2022, volvió a la música estrenando su siguiente sencillo, «Ahora me llamas», con el mismo formato del anterior disco, incluyendo un videoclip con la presencia de la actriz y bailarina Alexia Barnechea como protagonista. Participó en los videoclips musicales de los artistas urbanos Daddy Yankee, Farruko y Wisin, y formó parte del programa de telerrealidad Too Hot to Handle por la plataforma Netflix en 2022.
Al año siguiente, colaboró con su entonces pareja, el también cantante y personalidad de televisión Austin Palao, para elaborar el tema a dúo «Estar contigo». En ese mismo año, lanzó sus nuevos materiales, «Real Bitch» y «No te voy a mentir», obtieniendo una gran aceptación en los medios locales e internacionales, y fue nominada a los Premios Capemúsica 2023 en la categoría mejor compositora urbana, consagrándose finalmente como ganadora. Laos interpretó el tema «Si se nos da» al lado de Handa en ese año.
En 2024 prestó su colaboración con la artista Marie Cherry Pop para el relanzamiento del sencillo «Chica alfa» y el tema «Afterparty» al lado de Asmir Young. Además, participó como artista invitada en el concierto Acceso al corazón 2 de la agrupación Corazón Serrano.
En 2025 colaboró con el boliviano Bonny Lovy en el tema «My lova». Ese mismo año firmó con Hybe, la discográfica surcoreana conocida por gestionar a fenómenos globales como BTS y NewJeans.

## Filmografía
| Año       | Programa                | Personaje/Rol                           | Notas                                                          |
| --------- | ----------------------- | --------------------------------------- | -------------------------------------------------------------- |
| 2005      | Lima limón              | Ella misma                              | Parte del segmento «Miss Chiquitita» y «El mundo de los niños» |
| 2005      | Detrás del crimen       | Mónica Santa María                      | Protagonista                                                   |
| 2007-2008 | La hora Warner          | Presentadora                            |                                                                |
| 2009      | América kids            | Ella misma                              | Reparto principal                                              |
| 2010-2012 | La Akdemia              | Ella misma                              | Reparto principal (temporadas 1–3)                             |
| 2015-2018 | Ven, baila, quinceañera | Camila Luciana Souza-Sanguinetti Pastor | Protagonista (temporadas 1–3)                                  |
| 2016      | Reto de campeones       | Ella misma                              | Competidora                                                    |
| 2017      | Esto es guerra          | Ella misma                              | Competidora                                                    |
| 2019      | Los Vílchez             | Camila Luciana Sousa-Sanguinetti Pastor | Cameo                                                          |
| 2020      | Te volveré a encontrar  | Dolores «Lola» Bengoa Ferrara           | Reparto principal                                              |
| 2020-2021 | Princesas               | Bella Villarreal                        | Protagonista                                                   |
| 2022      | Too Hot to Handle       | Ella misma                              | Finalista (temporada 4)                                        |
| 2023      | Ojos de mujer           | Ella misma                              | Invitada especial                                              |
| 2024      | El gran chef famosos    | Ella misma                              | 9.ª eliminada (temporada 6)                                    |
| 2024      | Too Hot to Handle       | Ella misma                              | Finalista (temporada 6)                                        |

### Cine
- No me digas solterona (2018), Belén
- El niño Dios (2019), Olimpia[10][32]

### Radio
| Año  | Título   | Rol      | Radio     |
| ---- | -------- | -------- | --------- |
| 2019 | La noche | Locutora | Onda Cero |

## Discografía

### Canciones
- 2017: «Reto de campeones» (con Yamal & George)
- 2017: «Amor infinito» (con Pablo Heredia)
- 2017: «Por tu amor»  (con Pablo Heredia)
- 2017: «Ese beso con tu nombre» (con Pablo Heredia)
- 2017: «Venga usted» (con Nico Ponce y Donny Caballero)
- 2018: «Muriendo de amor» (con Nico Ponce)
- 2019: «Cómo sigo sin ti»
- 2019: «Despierta»
- 2020: «Tiempo al tiempo»
- 2022: «Estar contigo» (con Austin Palao)
- 2022: «Ahora me llamas»
- 2023: «Si se nos da» (con Handa)
- 2023: «Real Bitch»
- 2023: «No te voy a mentir»
- 2024: «Afterparty» (con Asmir Young)
- 2024: «Chica alfa RMX» (con Marie Cherry Pop)

## Premios y reconocimientos
| Año  | Premios               | Categoría                | Resultado | Ref.   |
| ---- | --------------------- | ------------------------ | --------- | ------ |
| 2022 | People's Choice Award | Mejor influencer latino  | Ganadora  | [ 16 ] |
| 2023 | Premios Capemúsica    | Mejor compositora urbana | Ganadora  | [ 22 ] |